# Сулакский каньон
Сула́кский каньо́н — каньон в долине реки Сулак (Республика Дагестан, РФ), глубочайший каньон Европы и восьмой по глубине в мире. Протяжённость каньона составляет 53 километра, глубина достигает 1560 метров, что на 260 метров глубже каньона реки Тара.

## География
Расположен Сулакский каньон в центральной части Дагестана, в долине реки Сулак. Рядом расположен посёлок городского типа Дубки. Ближайший и единственный крупный город с авиасообщением — Махачкала — находится в 55 километрах к востоку по прямой, а расстояние по автомобильной дороге составит около 100 километров.

## Флора и фауна
В каньоне сохраняются крупнейшие в Российской Федерации гнездовые поселения редких, занесенных в Красную книгу, грифовых птиц: белоголовых сипов, черных грифов и стервятников.
На территории каньона сохранились эндемичные, редкие и малоизученные виды растений, например, эспарцет рогатый.
В пределах данного природного объекта на поверхность выходят отложения мелового, юрского и третичного периодов, в каждом из которых встречаются древние окаменелости.

## Туризм
Каньон является одной из самых известных и посещаемых природных достопримечательностей Дагестана. За 9 месяцев 2019 года в каньоне побывало 320 тысяч туристов, что почти в полтора раза больше показателя предыдущего года, когда количество посетителей за такой же период составило 220 тысяч человек. В последующие годы средний показатель посещаемости каньона в три сезонных месяца (июнь-август) составлял около 50 тыс. человек в месяц.
Одни из красивейших мест, которые нравятся туристам — это «Плачущий» водопад, который можно увидеть с катера в с. Зубутли, и дорога расстоянием в 14,3 км (включая вначале 1,5 км тоннель), которая проложена вдоль отвесного левого берега реки Сулак от Миатлинской ГЭС по внутренней части каньона.
На пятом километре этой дороги оборудована смотровая площадка, с которой открывается вид на подковообразный изгиб реки Сулак. Река, чей уровень поднят до высоты плотины, наиболее широко заполняет пространство между крутыми берегами высотой около тысячи метров; местные гиды называют ее «Подковой» из-за формы русла.
На труднодоступных скалах обитают козы и другие животные; там же видны остатки стен бывших домов.
Еще одной достопримечательностью являются горные террасы для возделывания винограда на территории некогда существовавшего здесь древнейшего поселения Иха.
С июня 2022 в каньоне работает развлекательный туристический комплекс "Пещера Нохъо". Среди прочего, он включает 2 моста через каньон с живописными видами, кофейню, водопад и экстремальные развлечения: виа феррата, зиплайн, роуп-джампинг и гигантские качели в ущелье.

## Фотогалерея

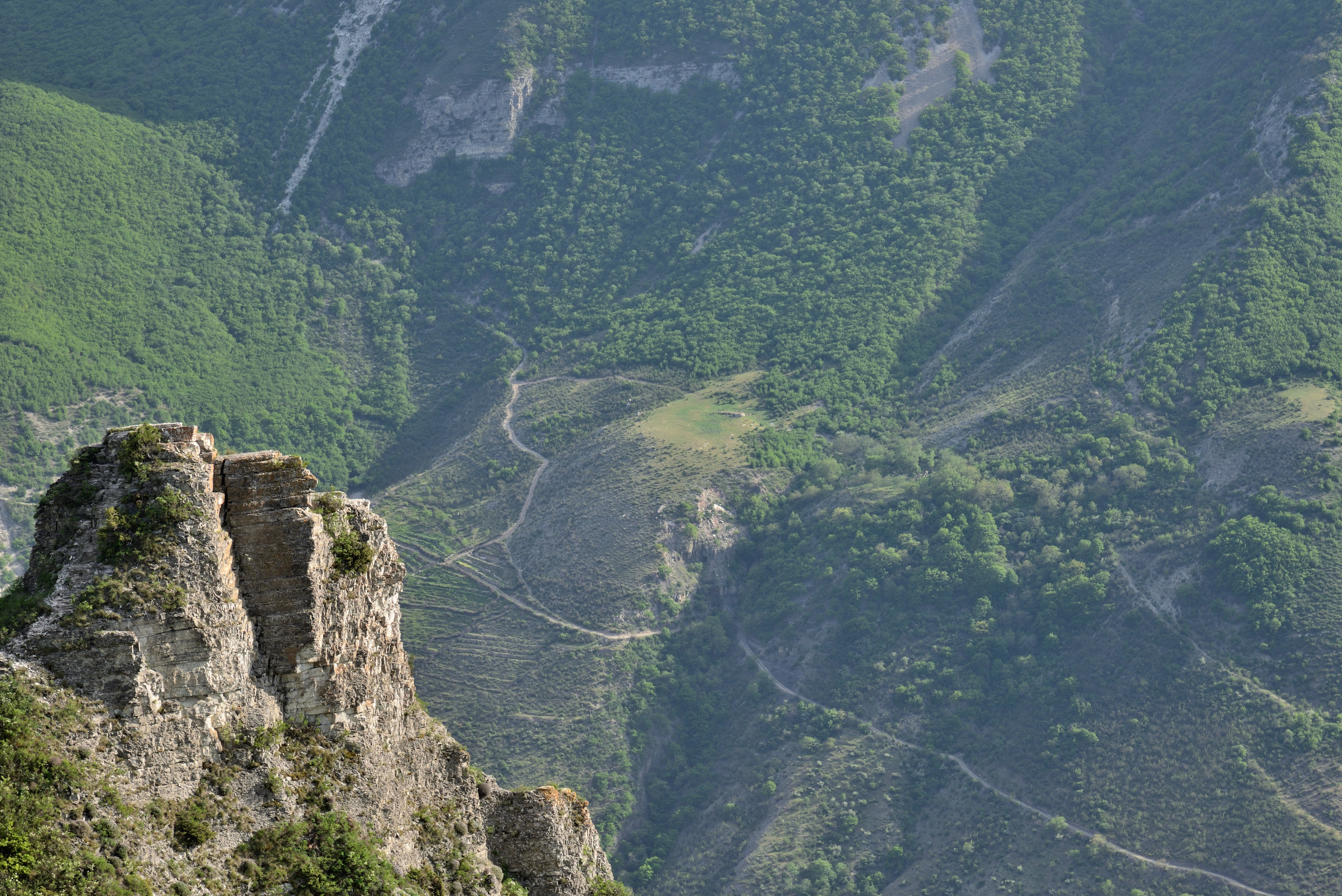
У обрыва
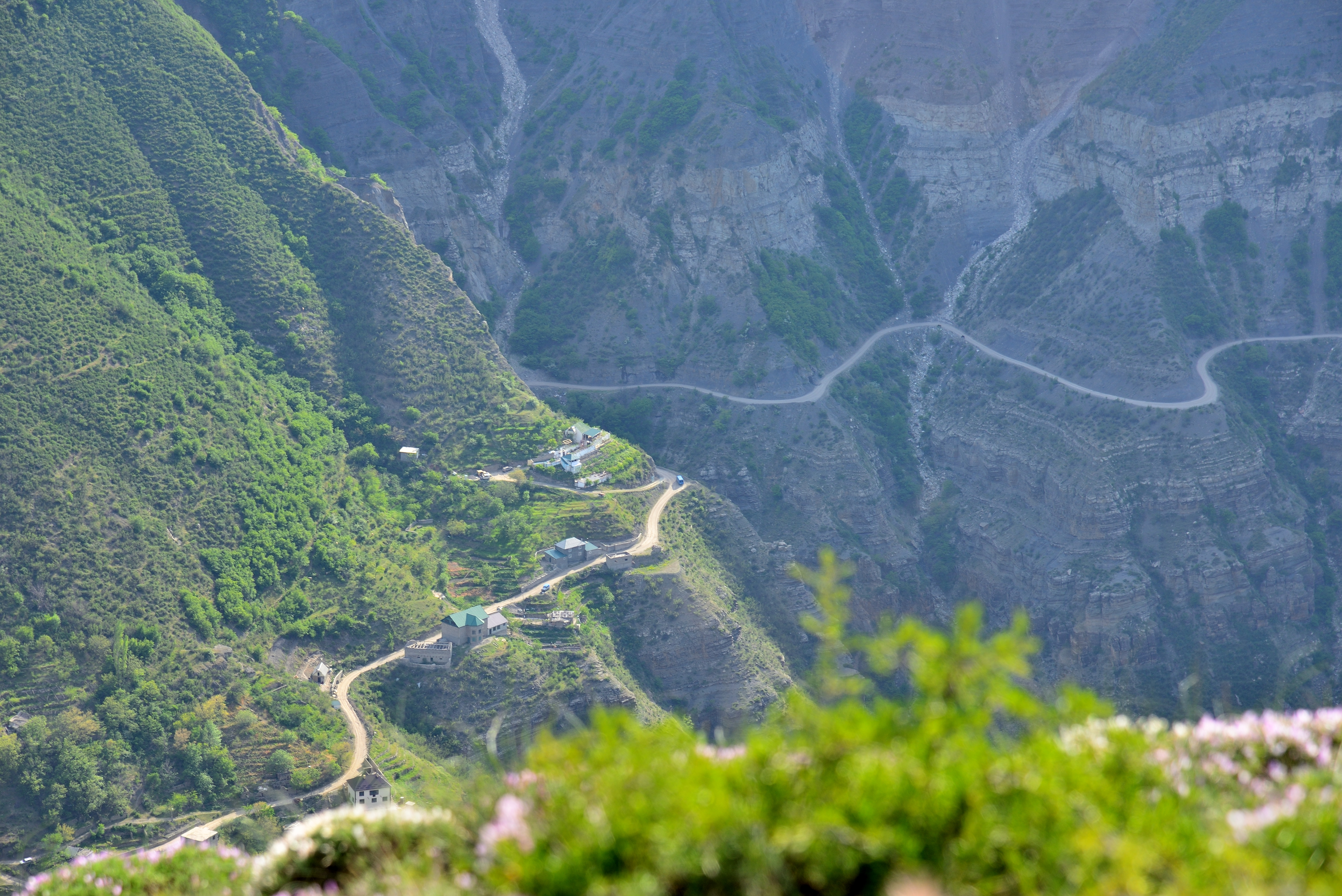
Горный серпантин
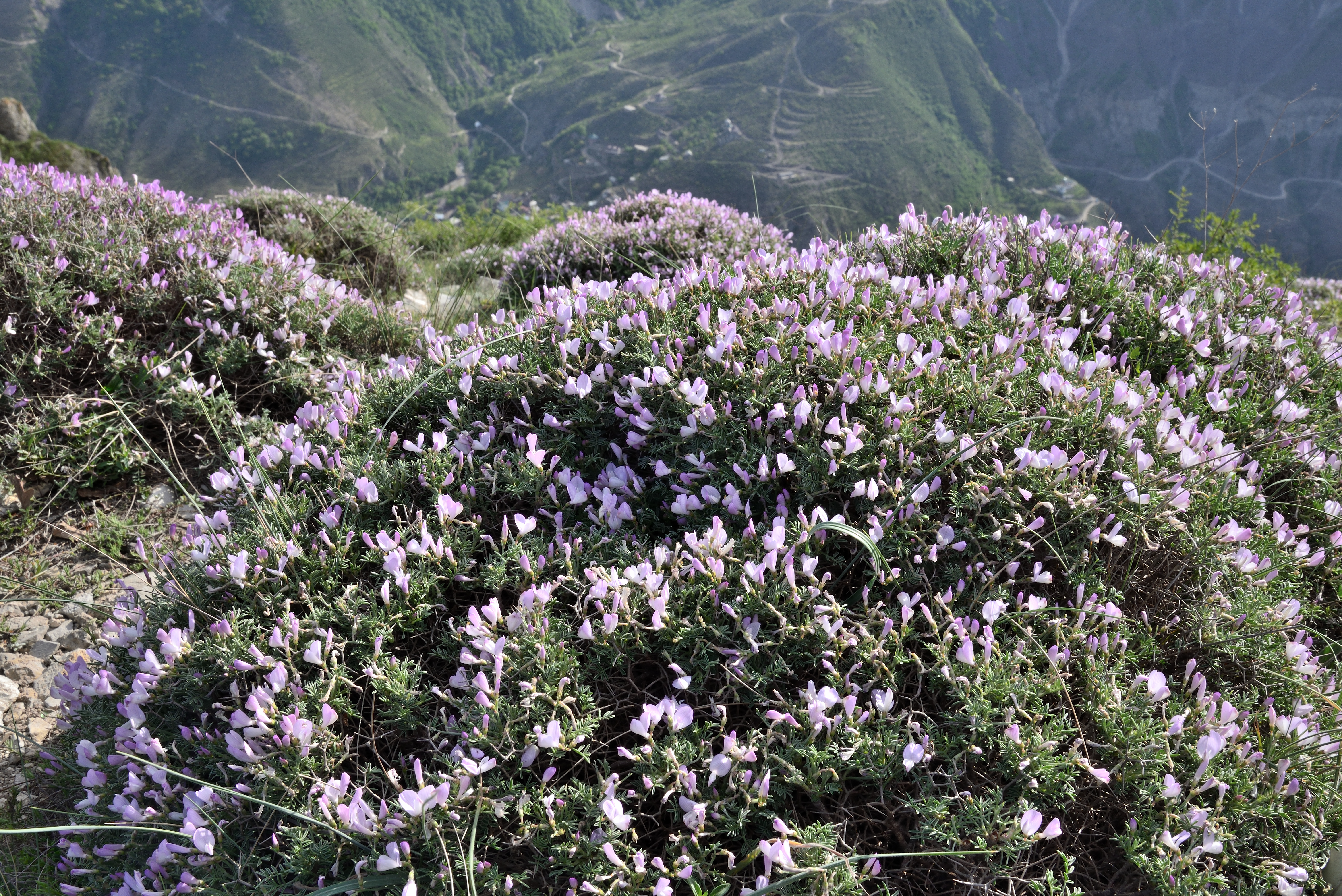
Растительность у обрыва
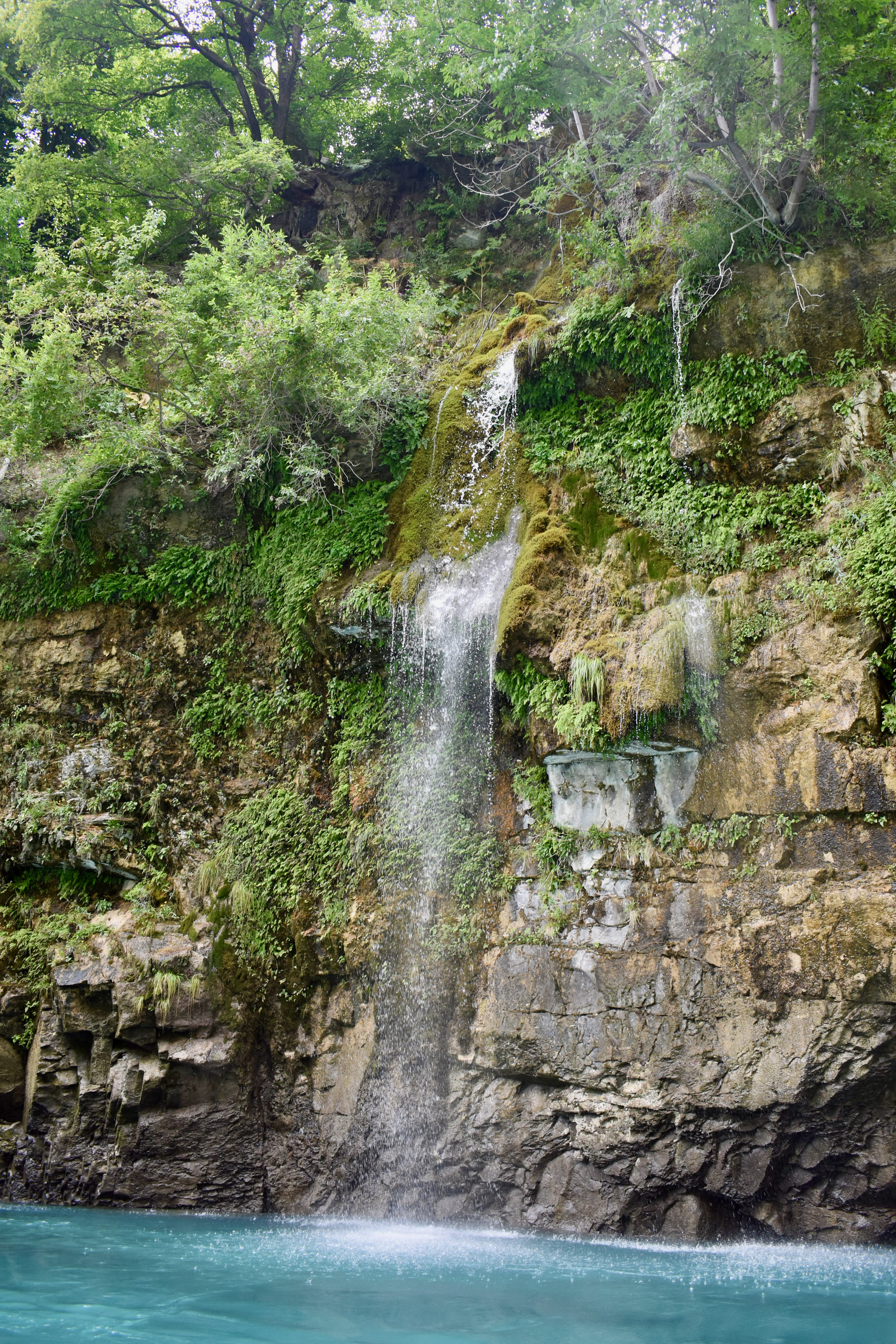
Водопад
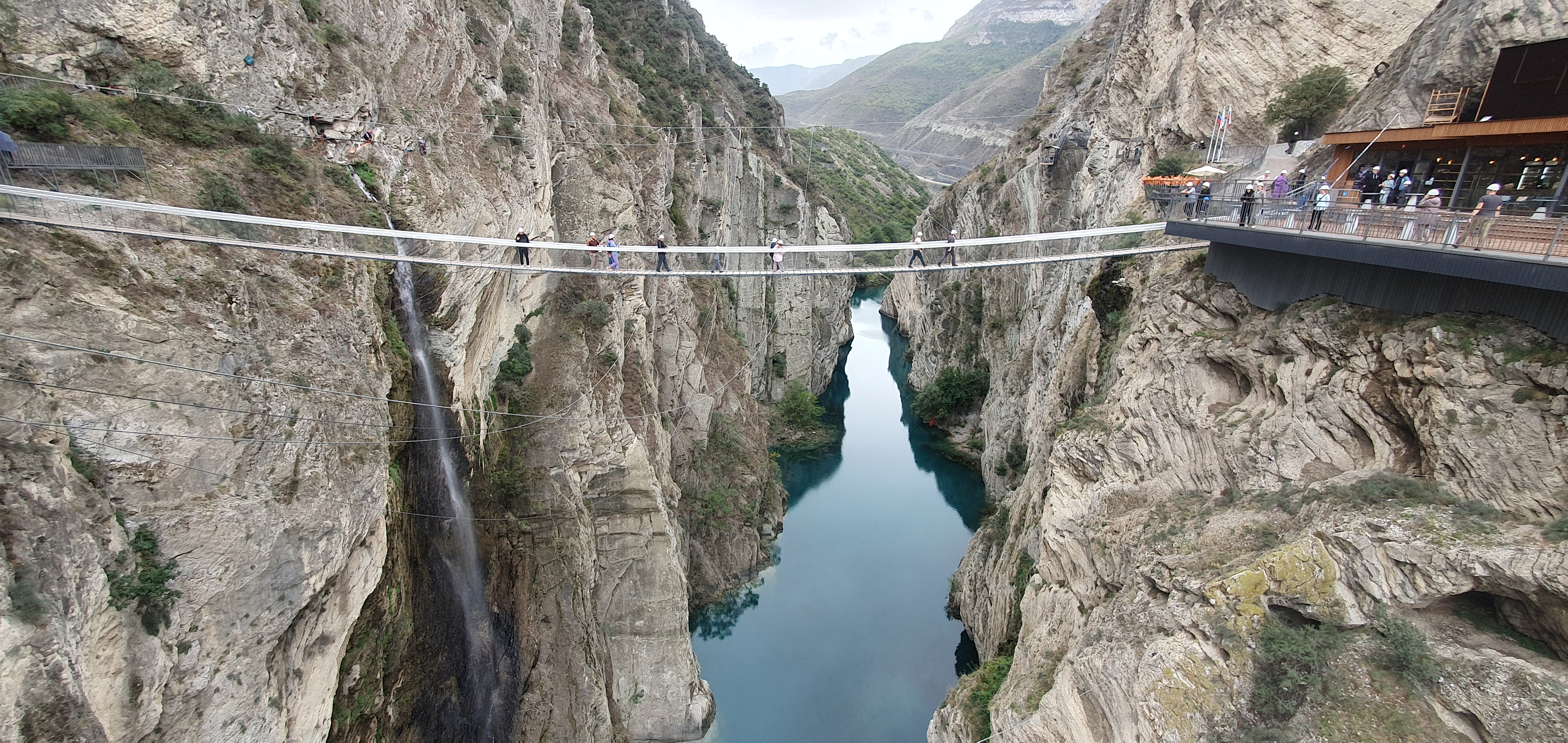
Подвесной мост комплекса "Пещера Нохъо" через Сулакский каньон